# Matra Électronique
Matra Électronique est un EMS français spécialiste des projets stratégiques de haute précision réputés pour leurs contraintes techniques et normatives. Depuis 1975, elle travaille dans la conception et la fabrication d’ensembles électroniques pour le secteur aéronautique et spatial, le NewSpace l’industrie de l’armement, l’industrie de la santé et les applications innovantes (IOT, Sécurité, Greentech, etc.) 
Depuis 2001, Matra Électronique est filiale à 100% de MBDA France, leader européen dans la conception de missiles et de systèmes de missiles, dont le groupe Airbus et BAE Systems sont les principaux actionnaires.  
Au fil des années, son offre de prestations s’est élargie pour couvrir l’ensemble des besoins de ses clients et accompagner l’intégralité du cycle de vie des équipements :
- Bureau d’Études,
- Industrialisation et mise en série,
- Approvisionnements,
- Production électronique et procédés spéciaux (vernis-potting, etc.),
- Tests fonctionnels,
- Maintien en Conditions Opérationnelles des équipements.

Ce périmètre est également étendu par ses laboratoires de métrologie et son centre de formation. 

## Gouvernance
Depuis novembre 2024, la Direction Générale de Matra Électronique est confiée à David Politzer. 
D'août 2023 à novembre 2024, la Direction Générale était confiée à Jean-Jacques Picarda. 
De janvier 2021 à juillet 2023, la Présidence de Matra Électronique était confiée à Frédéric Wilmot et la Direction Générale à Julien Marie. 
De février 2015 à janvier 2021, la Présidence était confiée à Philippe Ciocci et la Direction Générale à Frédéric Wilmot. 
De juin 2010 à février 2015, la Direction Générale de Matra Électronique était confiée à Philippe Ciocci. 
De mars 2005 à juin 2010, la Direction Générale était confiée à Jean-François Karcher. 
De septembre 2004 à février 2015, la Présidence de Matra Électronique était confiée à Yvon Patissier. 

## Historique
En 1954, création de EMO (Électronique Moderne de l’Oise) par Henri de France, inventeur du procédé SECAM.
En 1975, l'Électronique Moderne de l’Oise (EMO) devient Matra Électronique et rejoint le groupe Lagardère. L'entreprise fabrique d’équipements électroniques pour Matra Défense.
En 1987, l’entreprise démarre l’activité CMS (Composants Montés en Surface) avant de lancer la mise en ligne de sa production en 1989. La même année, l’activité de métrologie est également lancée.
En 1990, Matra Électronique obtient son premier contrat pour le secteur du spatial. C’est en 1993 que le Docteur Carpentier se rapproche de l’industriel pour finaliser la conception du premier cœur bio prothétique CarMat (Car pour Carpentier et Mat pour Matra). 
Des entreprises européennes d’aéronautique ont commencé à fusionner en 1996, avec la fusion du Français Matra Défense et du Britannique BAe Dynamics pour créer Matra BAe Dynamics.
En 1999, ce sont les entreprises françaises Aérospatiale (qui avait également une activité missile) et Matra (qui possède la moitié de Matra BAe Dynamics) qui fusionnent, cet ensemble étant à l’origine d’European Aeronautic Defence and Space Company (EADS). Peu auparavant, British Aerospace (qui possédait l’autre moitié de Matra Bae Dynamics) et Marconi Electronic Systems (qui possédait la moitié d’Alenia Marconi Systems) avaient également fusionné pour créer BAE Systems.
La constitution de MBDA, société mère de Matra Électronique, en 2001 résulte d’une volonté de créer un missilier européen (on parlait à sa création de l’« Airbus des missiles »), c’est la fusion des entreprises Matra BAe Dynamics (filiale à 50 % d’EADS et à 50 % de BAE Systems), d’Aerospatiale Matra Missiles (filiale à 100 % d'EADS) et d’Alenia Marconi Systems (filiale à 50 % de Finmeccanica et à 50 % de BAE Systems).
Matra Électronique est certifiée ISO9001 depuis 1999, ISO14001 depuis 20001 et EN9100 depuis 2005. L’entreprise dispose également des agréments de savoir-faire CNES et ESA depuis 2011. 
Depuis 2018, OneWeb fait appel à l’expertise industrielle de Matra Électronique pour la fabrication des chipsets, composés pour chacun de trois sous-ensembles électroniques, nécessaires aux 648 satellites en orbite basse de son projet de grande constellation. 

## Sites
Les sites de Matra Électronique sont situés à :
- Venette (MATRA Électronique) (site de production depuis novembre 2024)[8]
- Lacroix-Saint-Ouen (MATRA Électronique) (site de production depuis 1949)[9],[10]
- Le Plessis-Robinson, Paris (siège Matra Électronique et MBDA)

## Voir plus